# 尾帶天竺鯛
尾帶天竺鯛（學名：Apogon caudicinctus），為輻鰭魚綱天竺鯛科天竺鯛屬下的一個種，分布於印度太平洋，從留尼旺島和模里西斯至皮特凱恩群島，北至小笠原群島和琉球群島海域，深度0至40公尺，本魚體延長，長橢圓形，體稍側扁，頭及眼睛大，口大且斜裂，頜齒細小，鋤骨和腭骨通常具齒，舌上無齒，鰓蓋骨後緣棘不發達，體被弱櫛鱗，下頷較上頷稍長而突出，側線完全，體色透明紅，背鱗邊緣深色，尾柄後半部有一黑色條帶，尾鰭叉形，背鰭有二個，背鰭硬棘7枚、背鰭軟條9枚、臀鰭硬棘2枚、臀鰭軟條8枚，脊椎骨24個，體長可達12公分，棲息在礁石區，屬肉食性，夜行性，以小魚和甲殼類為食，繁殖期時，雄魚具有口孵習性，卵約7日化成仔魚，由雄魚吐出，具短暫的仔魚飄浮期。